# Cheongsachorong

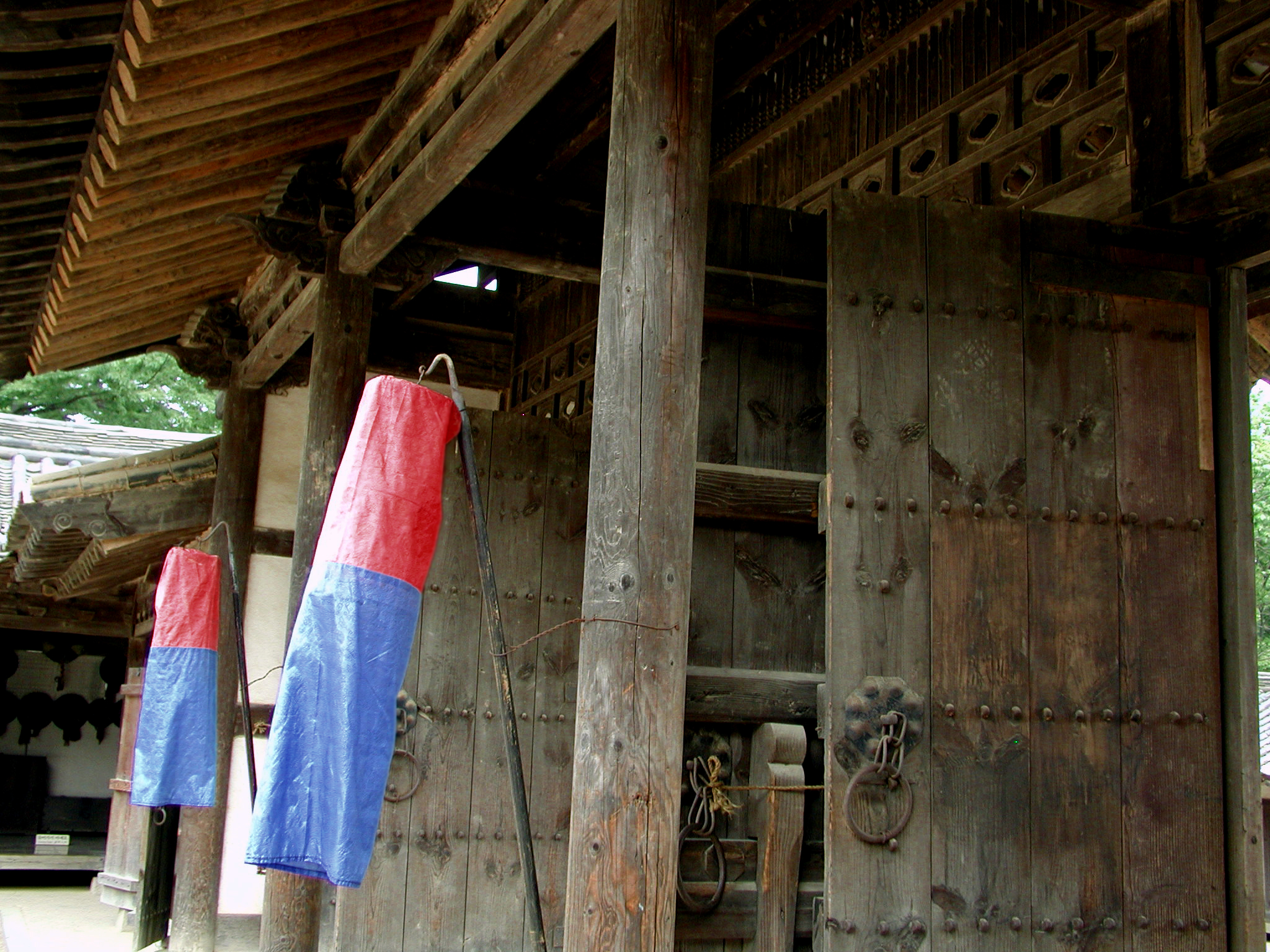
Cheongsachorong

Cheongsachorong är en traditionell koreansk lykta. Det är bestod av en kombination av rött och blått sidennyanser och hänger ett ljus inuti kroppen. Den har även historiskt använts i bröllop, och på olika kulturella utställningar i Sydkorea idag. Nyligen har Cheongsachorong blivit symbol för G20-toppmötet Seoul 2010.